# 1. BC Bischmisheim
Der 1. BC Bischmisheim ist ein Badminton-Verein aus Bischmisheim, einem Stadtteil der saarländischen Landeshauptstadt Saarbrücken.

## Geschichte
Der Verein wurde 1998 gegründet. 2005 wurde im Verein eine Jugendabteilung mit gerade einmal 10 Sportlern eingerichtet. Bis heute erhöhte sich die Anzahl auf etwa 150 Nachwuchsspieler. Für seine herausragende Jugendarbeit wurde der Verein 2008 mit der Hermann-Neuberger-Medaille ausgezeichnet. Bei den Erwachsenen war der 1. BC Bischmisheim von der Saison 2005/2006 bis zur Saison 2009/2010 das dominierende Team der Badminton-Bundesliga. In diesem Zeitraum gewann der Verein alle fünf deutschen Mannschaftsmeisterschaftstitel. Zwischen der Saison 2014/15 bis zur Saison 2020/21 gewann die Mannschaft fünf weitere Meisterschaften. Die Mannschaft vom 1. BC Bischmisheim gewann 2010 auch das Finale des Europapokals in Zwolle gegen den Vorjahressieger Favorit Ramenskoje aus der Russischen Föderation.

## Deutsche Meistertitel
| Veranstaltung                     | Saison    | Disziplin    | Sieger |
| --------------------------------- | --------- | ------------ | --- |
| Deutsche Einzelmeisterschaft      | 2000/2001 | Herrendoppel | Thomas Tesche / Kristof Hopp (1. BC Bischmisheim / BC Eintracht Südring Berlin) |
| Deutsche Einzelmeisterschaft      | 2001/2002 | Herrendoppel | Thomas Tesche / Kristof Hopp (1. BC Bischmisheim / BC Eintracht Südring Berlin) |
| Deutsche Einzelmeisterschaft      | 2003/2004 | Dameneinzel  | Xu Huaiwen (1. BC Bischmisheim) |
| Deutsche Einzelmeisterschaft      | 2004/2005 | Dameneinzel  | Xu Huaiwen (1. BC Bischmisheim) |
| Deutsche Einzelmeisterschaft      | 2004/2005 | Herrendoppel | Kristof Hopp (1. BC Bischmisheim) / Ingo Kindervater (TuS Wiebelskirchen) |
| Deutsche Mannschaftsmeisterschaft | 2005/2006 | Mannschaft   | 1. BC Bischmisheim (Eric Pang, Holvy de Pauv, Kristof Hopp, Michael Fuchs, Ville Lang, Thomas Tesche, Joachim Tesche, Kathrin Piotrowski, Xu Huaiwen) |
| Deutsche Einzelmeisterschaft      | 2005/2006 | Herrendoppel | Kristof Hopp (1. BC Bischmisheim) / Ingo Kindervater (1. BC Beuel) |
| Deutsche Einzelmeisterschaft      | 2005/2006 | Dameneinzel  | Xu Huaiwen (1. BC Bischmisheim) |
| Deutsche Einzelmeisterschaft      | 2005/2006 | Mixed        | Ingo Kindervater (1. BC Beuel) / Kathrin Piotrowski (1. BC Bischmisheim) |
| Deutsche Mannschaftsmeisterschaft | 2006/2007 | Mannschaft   | 1. BC Bischmisheim (Kristof Hopp, Michael Fuchs, Jochen Cassel, Thomas Tesche, Vladislav Druzchenko, Xu Huaiwen, Kathrin Piotrowski) |
| Deutsche Einzelmeisterschaft      | 2006/2007 | Dameneinzel  | Xu Huaiwen (1. BC Bischmisheim) |
| Deutsche Einzelmeisterschaft      | 2006/2007 | Herrendoppel | Michael Fuchs (1. BC Bischmisheim) / Roman Spitko (TuS Wiebelskirchen) |
| Deutsche Einzelmeisterschaft      | 2007/2008 | Dameneinzel  | Xu Huaiwen (1. BC Bischmisheim) |
| Deutsche Mannschaftsmeisterschaft | 2007/2008 | Mannschaft   | 1. BC Bischmisheim (Jochen Cassel, Vladislav Druzchenko, Michael Fuchs, Kristof Hopp, Kestutis Navickas, Marcel Reuter, Roman Spitko, Thomas Tesche, Xu Huaiwen, Johanna Persson) |
| Deutsche Mannschaftsmeisterschaft | 2008/2009 | Mannschaft   | 1. BC Bischmisheim (Jochen Cassel, Arvind Bhat, Michael Fuchs, Kristof Hopp, Kęstutis Navickas, Marcel Reuter, Roman Spitko, Thomas Tesche, Nikhil Kanetkar, Xu Huaiwen, Carola Bott, Anika Sietz) |
| Deutsche Einzelmeisterschaft      | 2008/2009 | Mixed        | Michael Fuchs (1. BC Bischmisheim) / Annekatrin Lillie (BW Wittorf) |
| Deutsche Einzelmeisterschaft      | 2008/2009 | Herrendoppel | Kristof Hopp (1. BC Bischmisheim) / Johannes Schöttler (SG EBT Berlin) |
| Deutsche Einzelmeisterschaft      | 2009/2010 | Dameneinzel  | Xu Huaiwen (1. BC Bischmisheim) |
| Deutsche Einzelmeisterschaft      | 2009/2010 | Herrendoppel | Kristof Hopp / Johannes Schöttler (1. BC Bischmisheim) |
| Deutsche Mannschaftsmeisterschaft | 2009/2010 | Mannschaft   | 1. BC Bischmisheim (Jochen Cassel, Dieter Domke, Michael Fuchs, Kristof Hopp, Kęstutis Navickas, Marcel Reuter, Johannes Schöttler, Roman Spitko, Philip Welker, Carola Bott, Olga Konon, Kristina Kreibich, Johanna Persson, Emma Wengberg) |
| Deutsche Einzelmeisterschaft      | 2010/2011 | Herrendoppel | Ingo Kindervater (1. BC Beuel) / Johannes Schöttler (1. BC Bischmisheim) |
| Deutsche Einzelmeisterschaft      | 2010/2011 | Mixed        | Michael Fuchs (1. BC Bischmisheim) / Birgit Michels (1. BC Beuel) |
| Deutsche Einzelmeisterschaft      | 2011/2012 | Dameneinzel  | Olga Konon (1. BC Bischmisheim) |
| Deutsche Einzelmeisterschaft      | 2011/2012 | Herrendoppel | Ingo Kindervater (1. BC Beuel) / Johannes Schöttler (1. BC Bischmisheim) |
| Deutsche Einzelmeisterschaft      | 2011/2012 | Mixed        | Michael Fuchs (1. BC Bischmisheim) / Birgit Michels (1. BC Beuel) |
| Deutsche Einzelmeisterschaft      | 2012/2013 | Herrendoppel | Ingo Kindervater (1. BC Beuel) / Johannes Schöttler (1. BC Bischmisheim) |
| Deutsche Einzelmeisterschaft      | 2012/2013 | Mixed        | Michael Fuchs (1. BC Bischmisheim) / Birgit Michels (1. BC Beuel) |
| Deutsche Einzelmeisterschaft      | 2013/2014 | Herreneinzel | Lukas Schmidt (1. BC Bischmisheim) |
| Deutsche Einzelmeisterschaft      | 2013/2014 | Herrendoppel | Michael Fuchs / Johannes Schöttler (1. BC Bischmisheim) |
| Deutsche Einzelmeisterschaft      | 2013/2014 | Mixed        | Michael Fuchs (1. BC Bischmisheim) / Birgit Michels (1. BC Beuel) |
| Deutsche Einzelmeisterschaft      | 2014/2015 | Herreneinzel | Marc Zwiebler (1. BC Bischmisheim) |
| Deutsche Einzelmeisterschaft      | 2014/2015 | Dameneinzel  | Olga Konon (1. BC Bischmisheim) |
| Deutsche Einzelmeisterschaft      | 2014/2015 | Mixed        | Michael Fuchs (1. BC Bischmisheim) / Birgit Michels (1. BC Beuel) |
| Deutsche Mannschaftsmeisterschaft | 2014/2015 | Mannschaft   | 1. BC Bischmisheim (Dieter Domke, Michael Fuchs, Kristof Hopp, Lukas Schmidt, Johannes Schöttler, Marvin Seidel, Marc Zwiebler, Samantha Barning, Annika Horbach, Lara Käpplein, Olga Konon, Eefje Muskens) |
| Deutsche Einzelmeisterschaft      | 2015/2016 | Herreneinzel | Marc Zwiebler (1. BC Bischmisheim) |
| Deutsche Einzelmeisterschaft      | 2015/2016 | Dameneinzel  | Olga Konon (1. BC Bischmisheim) |
| Deutsche Einzelmeisterschaft      | 2015/2016 | Herrendoppel | Raphael Beck (1. BC Beuel) / Peter Käsbauer (1. BC Bischmisheim) |
| Deutsche Mannschaftsmeisterschaft | 2015/2016 | Mannschaft   | 1. BC Bischmisheim (Marc Zwiebler, Dieter Domke, Lukas Schmidt, Marcel Reuter, Michael Fuchs, Simon Wang, Marvin Seidel, Peter Käsbauer, Johannes Schöttler, Kristof Hopp, Olga Konon, Samantha Barning, Gayle Mahulette, Isabel Herttrich) |
| Deutsche Einzelmeisterschaft      | 2016/2017 | Herrendoppel | Raphael Beck (1. BC Beuel) / Peter Käsbauer (1. BC Bischmisheim) |
| Deutsche Einzelmeisterschaft      | 2016/2017 | Damendoppel  | Isabel Herttrich (1. BC Bischmisheim) / Carla Nelte (TV Refrath) |
| Deutsche Einzelmeisterschaft      | 2017/2018 | Damendoppel  | Isabel Herttrich (1. BC Bischmisheim) / Carla Nelte (TV Refrath) |
| Deutsche Einzelmeisterschaft      | 2017/2018 | Mixed        | Peter Käsbauer / Olga Konon (1. BC Bischmisheim) |
| Deutsche Mannschaftsmeisterschaft | 2017/2018 | Mannschaft   | 1. BC Bischmisheim (Fabian Roth, Luka Wraber, Dieter Domke, Peter Käsbauer, Simon Wang, Marvin Seidel, Matthias Deininger, Marcel Reuter, Ruben Jille, Alen Roj, Michael Fuchs, Johannes Schöttler, Ingo Kindervater, Kristof Hopp, Natalia Perminova, Isabel Herttrich, Olga Konon, Cisita Joity Jansen, Nadia Fankhauser, Ann-Katrin Hippchen) |
| Deutsche Einzelmeisterschaft      | 2018/2019 | Herrendoppel | Marvin Seidel (1. BC Bischmisheim) / Max Weißkirchen (1. BC Beuel) |
| Deutsche Einzelmeisterschaft      | 2018/2019 | Damendoppel  | Linda Efler (SC Union 08 Lüdinghausen) / Isabel Herttrich (1. BC Bischmisheim) |
| Deutsche Einzelmeisterschaft      | 2018/2019 | Mixed        | Marvin Seidel (1. BC Bischmisheim) / Linda Efler (SC Union 08 Lüdinghausen) |
| Deutsche Mannschaftsmeisterschaft | 2018/2019 | Mannschaft   | 1. BC Bischmisheim (Fabian Roth, Luka Wraber, Dieter Domke, Simon Wang, Peter Käsbauer, Marvin Seidel, Matthias Deininger, Marcel Reuter, Alen Roj, Ruben Jille, Patrick Scheiel, Michael Fuchs, Johannes Schöttler, Jonas Scheller, Luise Heim, Isabel Herttrich, Olga Roj, Cisita Joity Jansen, Franziska Volkmann, Ann-Katrin Hippchen)       |
| Deutsche Einzelmeisterschaft      | 2020/2021 | Damendoppel  | Linda Efler (SC Union 08 Lüdinghausen) / Isabel Herttrich (1. BC Bischmisheim) |
| Deutsche Einzelmeisterschaft      | 2020/2021 | Mixed        | Mark Lamsfuß (1. BC Wipperfeld) / Isabel Herttrich (1. BC Bischmisheim) |
| Deutsche Mannschaftsmeisterschaft | 2020/2021 | Mannschaft   | 1. BC Bischmisheim (Fabian Roth, Luka Wraber, Dieter Domke, Simon Wang, Peter Käsbauer, Marvin Seidel, Matthias Deininger, Ruben Jille, Patrick Scheiel, Michael Fuchs, Johannes Schöttler, Jonas Scheller, Johannes Pistorius, Daniel Nikolow, Stine Küspert, Isabel Herttrich, Franziska Volkmann, Katarina Galenic, Priskila Siahaya)         |